# Chōgosonshi-ji
Le Chōgosonshi-ji (朝護孫子寺), appelé populairement Shigisan (信貴山), est un temple bouddhique japonais situé non loin d'Osaka sur les flancs du mont Shigi (Shigi-san).

## Histoire

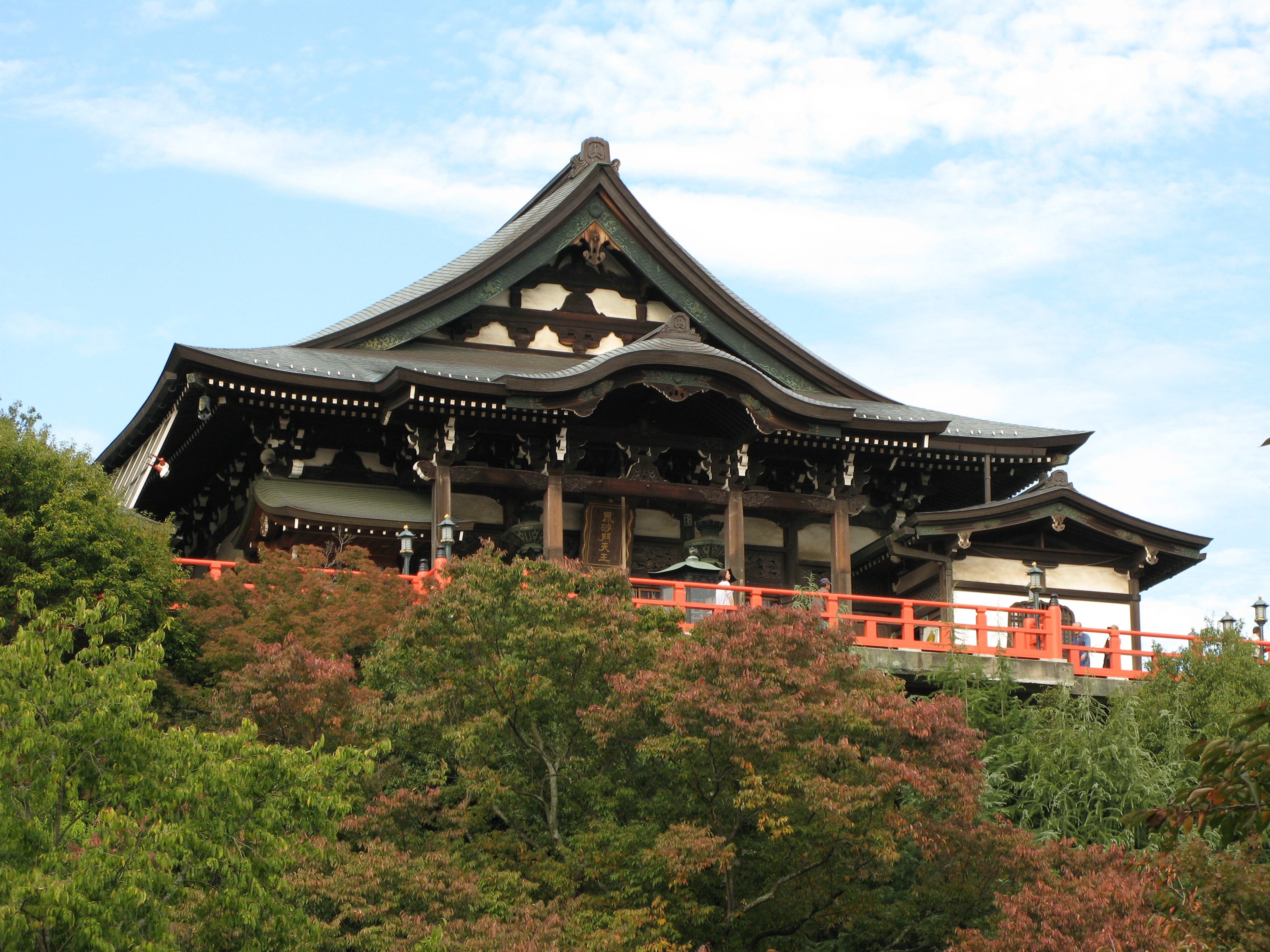
Bâtiment principal du temple.

Le temple fut fondé par le prince Shōtoku au VIIe siècle alors que le bouddhisme se répandait dans tout le pays sous l'impulsion du prince et de la cour.
Vers 910, l'empereur Daigo, gravement malade, demande au moine Myōren du temple de prier pour sa guérison. Or, après un rétablissement miraculeux peu de temps après, Daigo accorda au temple un titre impérial (son nom actuel : Chōgosonshi-ji).
Le temple souffrit de plusieurs incendies : le bâtiment principal fut notamment détruit au XVIe siècle et en 1951 puis reconstruit.
Le Chōgosonshi-ji était un lieu de pèlerinage fréquenté durant son histoire, mais la liaison avec deux lignes de chemin de fer en 1915 et 1930 entraîna une augmentation importante du nombre de visiteurs, menant à l'établissement à proximité de plusieurs hôtels et restaurants. Plus généralement, les collines d'Ikoma (où se situe le mont Shigi) accueillent à la fin du XXe siècle environ dix millions de visiteurs par an, à la recherche de services religieux comme des bénédictions ou des protections.

## Divinité principale
La divinité principale du temple est Bishamonten (Vaiśravaṇa), un des quatre rois célestes (Shi Tennō) dans le bouddhisme, ainsi que l'une des Sept Divinités du Bonheur au Japon.

## Site

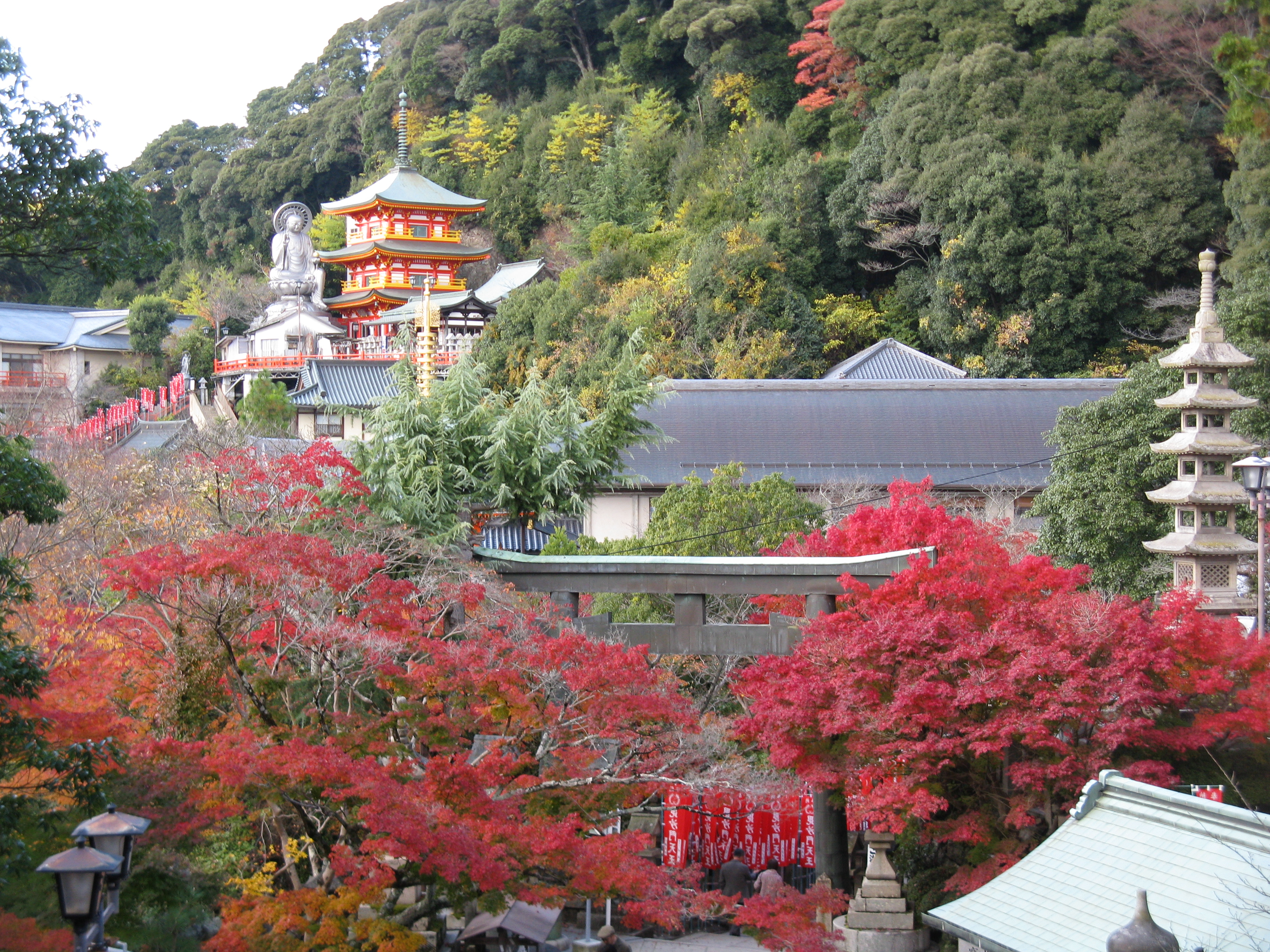
Vue d'une partie des bâtiments secondaires du temple à l'automne.

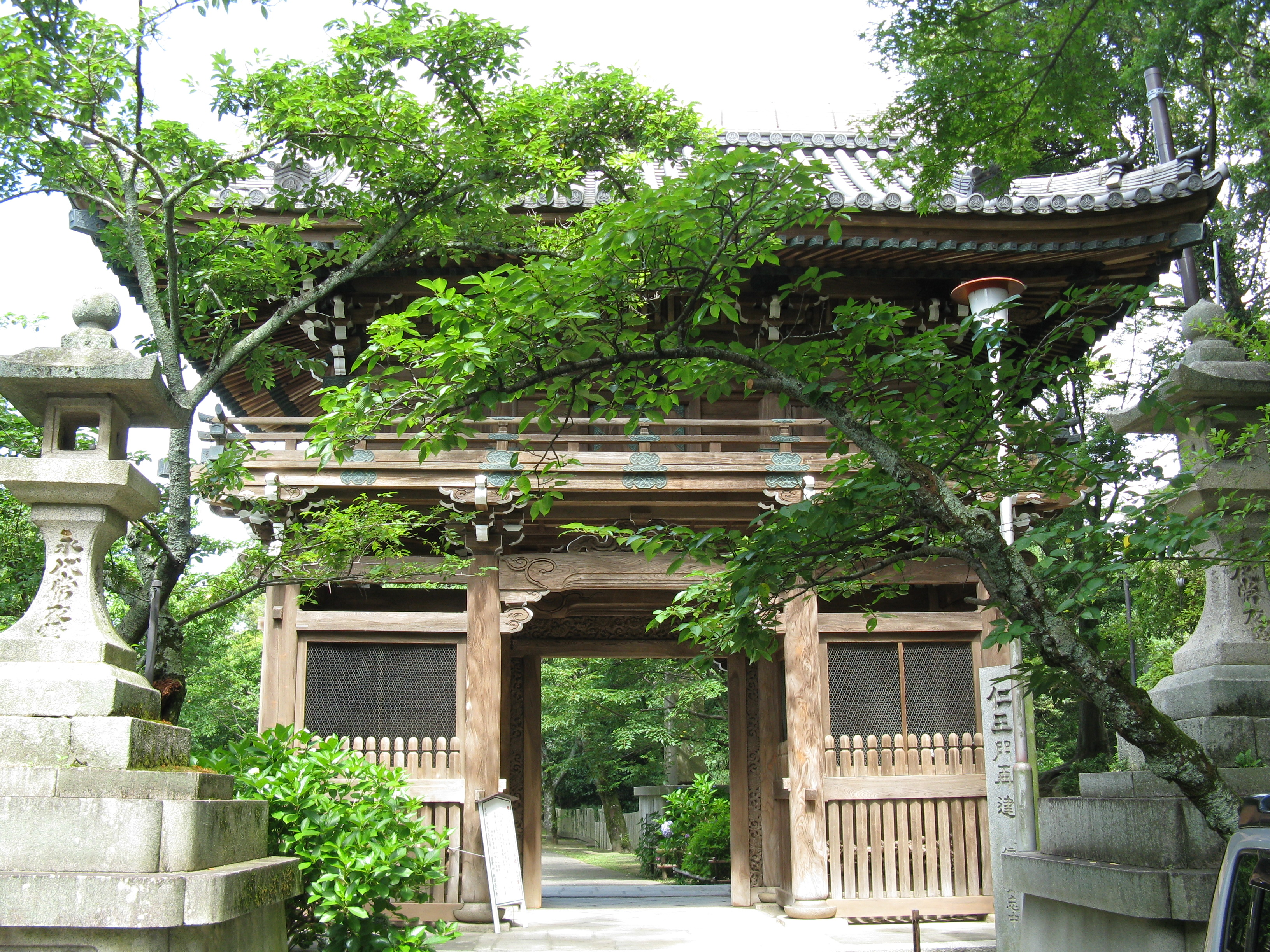
Une des portes du temple.

De nombreux temples annexes bâtis sur le flanc du mont Shigi s'ajoutent au bâtiment principal dédié à Bishamonten. De plus, le Chōgosonshi-ji inclut entre autres deux pagodes à deux et trois étages ainsi qu'un escalier jalonné de toriis menant à un sanctuaire shinto honorant un roi-dragon au sommet de la montagne. Un autre chemin de toriis menant à un sanctuaire appartient au temple, pour 800 toriis au total, rappelant la célèbre allée du Fushimi Inari-taisha de Kyoto.
L'adresse du temple est : 2280-1 Shigisan, Heguri-chō, Ikoma-gun, préfecture de Nara, 636-0923 Japon.

## Arts
Le Chōgosonshi-ji détient un trésor national : les Rouleaux des légendes du mont Shigi, un emaki composé de trois rouleaux de papier peints et calligraphiés narrant les origines et les légendes associées au temple, dont la guérison de l'empereur Daigo. Cette œuvre, un des plus anciens emaki conservés de nos jours, se caractérise par de longues scènes au trait dynamique et aux couleurs épurées, n'hésitant pas à représenter la vie quotidienne du petit peuple du Japon de la fin de l'époque de Heian,.